# Châteauneuf-de-Gadagne
Châteauneuf-de-Gadagne is een gemeente in het Franse departement Vaucluse (regio Provence-Alpes-Côte d'Azur) en telt 2838 inwoners (1999). De plaats maakt deel uit van het arrondissement Avignon.

## Geografie
De oppervlakte van Châteauneuf-de-Gadagne bedraagt 13,5 km², de bevolkingsdichtheid is 210,2 inwoners per km².
De onderstaande kaart toont de ligging van Châteauneuf-de-Gadagne met de belangrijkste infrastructuur en aangrenzende gemeenten.

## Demografie
Onderstaande figuur toont het verloop van het inwonertal (bron: INSEE-tellingen).